# Велламо
Велламо — богиня воды, озёр и морей в финской мифологии. Муж Велламо — морской бог Ахти. Велламо принято считать высокой и красивой, одетой в синее платье из морской пены.  Велламо способна управлять ветром, штормами и волнами. Её чтут рыбаки, у которых принято просить её об удаче на рыбалке, и моряки, ждущие попутного ветра. Считается, что у неё есть волшебные коровы, которые живут на подводных полях. Иногда, во время утреннего тумана, она поднимает их над водой, чтобы те поели морской пены и «водного сена». Имя Велламо восходит к финскому глаголу velloa «волноваться, двигаться (о воде, волнах)».

## Отражение в культуре
- Велламо входит в число финских женских имён.
- Велламо вместе с кукушкой изображена на гербе провинции Пяйят-Хяме.
- У группы играющей в жанре эмбиент-фолк Archaic Earth есть композиция «Vellamo’s Song» («Песнь Велламо»)[2]
- В честь Велламо был назван астероид — 2827 Vellamo[швед.]